# Hanika Gitarren
Die Firma Hanika Gitarrenbau mit Sitz in Baiersdorf (Deutschland) ist eine Gitarrenbau-Manufaktur für klassische Gitarren.

## Geschichte
Der Gründer Helmut Hanika (1932–2020) hatte bei seinem Großvater Anton Mayer in Baiersdorf Geigenbauer gelernt. Volljährig geworden stellte er ab 1953 in seiner eigenen Firma Schlaggitarren unter der Marke SOLI her und belieferte unter anderem die Firma Hopf. In den 1970er-Jahren wechselte Hanika zur Herstellung klassischer Gitarren, die größtenteils in Handarbeit gefertigt werden. Die Firma gehört inzwischen seinem Sohn Armin Hanika.

## Produktgliederung
Die Gitarrenmanufaktur unterteilt ihr Angebot in 4 Gruppen:
- Die Basisklasse ist eine für Anfänger ausgelegte Gitarrenklasse mit durchgehend massiven Tonhölzern und Palisander-Griffbrettern.
- Die Mittelklasse für Gitarristen mit etwas gehobenen Ansprüchen beinhaltet Gitarren in Fichte oder Zeder und einen bei allen Modellen mit Ebenholz verstärkten Cedro-Hals.
- Die Oberklasse ist gekennzeichnet durch eine noch aufwändigere Verarbeitung mit ausgeprägter Ornamentik.
- Die Meisterklasse vereint nach den Wünschen des Gitarristen individuell gefertigte Gitarren.

## Verbreitung
Reinhard Mey spielte während seiner Mairegen-Tournee auf einer Hanika 1a PF.